# Stazione di Luzern Verkehrshaus
La stazione di Luzern Verkehrshaus è una stazione ferroviaria della linea Lucerna-Immensee a servizio del quartiere di Würzenbach, del lido sul Lago dei Quattro Cantoni e del Museo svizzero dei trasporti.
È gestita dalle Ferrovie Federali Svizzere (FFS).

## Storia
La stazione fu aperta nel dicembre 2007 nell'ambito del progetto di sviluppo della rete celere di Lucerna.

## Strutture ed impianti
Il piazzale è composto dal binario di corsa della linea ferroviaria e da un raddoppio. Lato Lucerna è presente il raccordo ferroviario con il vicino museo dei trasporti, dove è esposta la locomotiva 11852 del gruppo Ae 8/14.

## Movimento
La fermata è servita dalla linea S3 della rete celere di Lucerna e dagli Interregionali Espressi (IRE) che collegano Lucerna a San Gallo.

## Servizi
- Biglietteria automatica
- Servizi igienici

## Interscambi
- Fermata filobus (Luzern Bahnhof, linee 6/8)
- Autobus urbani